# فندق كيري بودونغ شنغهاي
فندق كيري هو فندق فخم كيري العلامة التجارية من قبل مجموعة شانغريلا التي تملك و / أو تدير أكثر من 90 فندقا في جميع أنحاء أمريكا الشمالية وأوروبا والشرق الأوسط و آسيا والمحيط الهادئ و هي يقع في بودونغ الذي هو نفسه يقع على الضفة الشرقية من نهر هوانغبو شانغهاي و الفندق هو معروف للمرافق واسعة ومتقدمة في المؤتمرات والمآدب و يدير مجموعة شانغريلا أيضا شانغريلا وتريدرز العلامة التجارية من الفنادق.

## التاريخ
مجموعة شانغريلا المنظمة الأم من الفنادق الفاخرة و يحصل على اسمها من الأرض الأسطورية التي تحمل الاسم نفسه وصفها في لاست هوريزون من قبل الكاتب البريطاني و جيمس هيلتون و الانتهاء من بناء فندق وبدأت عملها في عام 2011.

## الموقع
يقع فندق كيري في عدد 1388 هوا مو - شنغهاي - 201204 في الصين و هو 3 دقائق فقط سيرا على الأقدام من المناظر سيشوري بارك و الطريق هوامو محطة لقطار الأنفاق (الخط 7) إحدى يمكن الوصول إلى الفندق عبر سيارة أجرة و ليموزين و سيتري مترو و حافلة فندق و يقع الفندق على بعد 30 دقيقة بالسيارة من مطار بودونغ الدولي و 40 دقيقة بالسيارة من مطار شنغهاي هونغكياو في بوكسي و يمكن ترتيب النقل من المطار عن طريق توفير تقريبي وقت وصول وتفاصيل الرحلة.

## الجوائز
1. فندق الصين الأعلى 100 - تراول + ليزر 2015
2. فندق الصين أفضل الأعمال - وايوج 2014
3. أفضل فندق أسلوب حياة صحي - تراول + ليزر 2014 [5]
4. الفندق الأكثر تأثيرا في شنغهاي - اورينتال مورنينج بوست، 2013